# Das Evangelium der Reformation

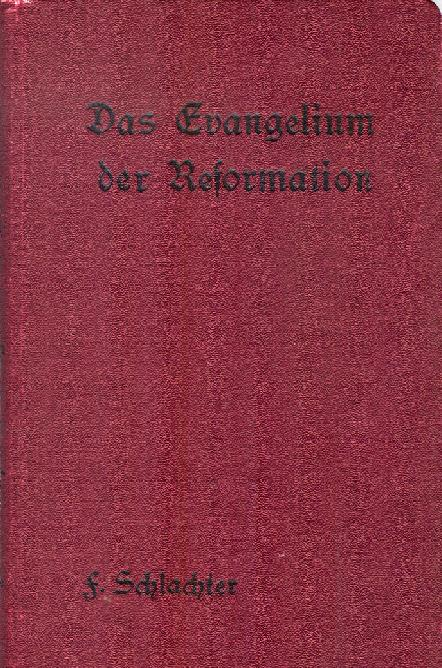

„Das Evangelium der Reformation am Berner Religionsgespräch 1528“ ist eines der späteren kirchengeschichtlichen Werke Franz Eugen Schlachters.
Er schrieb diese Broschüre über die Schweizer Reformation im Jahre 1909. Schlachter fasste diese Ereignisse in Erzählform ab und bereicherte sie mit Zitaten, Ansprachen, Predigten usw. So lernt der Leser etwas über Huldrych Zwingli, Martin Bucer, Berchtold Haller und Ambrosius Blarer.
Nach der Einleitung handelt Schlachter folgende Themen ab:
- Warum der Berner Disputation eine so große Bedeutung beigelegt wurde
- Was wurde nun an diesem Religionsgespräch für ein Evangelium verkündigt?
- Der Kampf des Lichtes mit der Finsternis in der Reformation

Zusammen mit den von ihm übersetzten Werken von Pater Chiniquy sind es die klassischen Schriften, in denen Franz Eugen Schlachter sich mit reformatorischen  Themen auseinandersetzt.